# 卡夫里利亚斯
卡夫里利亚斯，是西班牙卡斯蒂利亚-莱昂萨拉曼卡省的一个市镇。 总面积25平方公里，总人口527人（2001年），人口密度21人/平方公里。